# Estádio do Paulista
O Estádio Paulista Esporte Clube, também conhecido como Estádio do Paulista, ou simplesmente Paulista, é um estádio de futebol localizado na rua Episcopal, no município de São Carlos, no Estado de São Paulo, é propriedade do São Carlos Clube. Seu nome é originário do "extinto" Paulista Esporte Clube, que em 21 de março de 1951 foi incorporado oficialmente pelo São Carlos Clube.

## História
O estádio foi construído entre 1920 a 1921, dentro do "Hipódromo" que já existia desde 1912, pelo Paulista que havia se juntado o Derby Club, e no local houve tanto "corridas de cavalos" como "jogos de futebol" até 1956.
O estádio foi inaugurado em 20 de novembro de 1921, em um jogo amistoso do Paulista Esporte Clube contra o Palestra Itália de Araraquara, jogo que terminou empatado em 2–2.
Em 1940 foi utilizado para os Jogos Aberto do Interior de 1940, nas modalidades de atletismo e sua quadra de cimento para o jogos de basquete.
Em 1956 o estádio foi demolido e construído um novo estádio no sentido contrário ao anterior e com pistas olímpicas, ou seja; no sentido norte-sul, como está atualmente, para a realização dos Jogos Abertos do Interior de 1957 e mantida a quadra de cimento e construída mais uma.
Apesar de o estádio em si, estar sob a tutela do São Carlos Clube, na realidade ele deveria ter sido doado ao Asilo Municipal. Inicialmente o São Carlos Clube era em outra região da cidade, (perto da avenida Getúlio Vargas) e de alguma maneira ele trocou de local com o estádio Paulista Esporte Clube, que foi quando houve a incorporação em 1951. Essas informações podem ser verificadas com antigos moradores e jornais da cidade. Também há uma informação não verificada, que se o nome do time Paulista for retirado do estádio, ou da entrada do antigo estádio, o terreno terá de passar para o asilo.

## Jogos marcantes no estádio
- Em 20 de novembro de 1921 na inauguração do estádio, realizou um jogo amistoso contra o Palestra Itália de Araraquara, jogo que terminou empatado em 2–2.
- Em 9 de março de 1924, jogo amistoso entre o Palestra Itália de São Carlos contra o Palestra Itália, jogo que foi vencido pelo Palestra Itália por 9–0 (oferecida Taça Maternidade de São Carlos).
- Em 13 de abril de 1924, jogo amistoso entre o Seleção de São Carlos (Combinado Paulista/Palestra) contra o Sírio, jogo que foi vencido pelo Sírio por 3–0 (oferecida Taça da Comunidade Síria, pela Liga de Amadores do Futebol Sancarlense)
- Em 5 de abril de 1925, jogo amistoso entre o Palestra Itália de São Carlos contra o Corinthians, jogo vencido pelo Palestra de São Carlos por 2–1, (taça oferecida pelos torcedores do Palestra).
- Em 1957, o Bandeirantes fez dois jogos amistosos contra o Palmeiras para reinaugurar o Estádio do Paulista que havia sido totalmente remodelado para os Jogos Abertos do Interior; um no dia 7 de abril[7][8] e outro em 6 de outubro[9][10], ambos vencidos pelo Palmeiras por 5–3 e 5–1.

## Dimensões
- O gramado de jogo do estádio em sua reinauguração teve dimensões de 106,50 m de comprimento por 70,40 m de largura. Atualmente, depois da modernização do gramado, as dimensões são de 103 x 68 m.
- A iluminação do estádio foi inaugurada em 27 de fevereiro de 1966, em jogo amistoso entre São Carlos Clube 0–2 Ferroviária, gols anotados por Rossi e Teia.[11] Posteriormente em 27 de julho de 1968, houve a inauguração de uma nova iluminação e também houve um jogo comemorativo entre São Carlos Clube 1–2 Ferroviária.
- Foi remodelado por quatro vezes, a primeira vez em 1956 quando foi mudada a posição do campo, de sentido leste/oeste para norte/sul, a pista de atletismo e a construção da arquibancada coberta que existe ainda hoje mais a geral que não mais existe, a segunda foi em 1964 quando houve a retirada da antiga arquibancada, para adequar o estádio para que o São Carlos Clube disputasse a terceira divisão em 1965, a terceira foi em 1966 quando da colocação das torres de iluminação e aumentada a capacidade para 8 mil pessoas, em 1967 para aumentar a capacidade para dez mil pessoas, e em 1968 inaugurou um novo sistema de iluminação com novos refletores mais potentes.
- O estádio foi usado pela cidade nos Jogos Abertos do Interior de 1940 e Jogos Abertos do Interior de 1957, que foram realizados em São Carlos, nas provas de atletismo, junto com sua quadra de cimento para basquetebol.
- Hoje, após a demolição da maior parte da arquibancada geral, o estádio possui capacidade para no máximo quatro mil pessoas, somando a capacidade da arquibancada coberta e a curva sul que não foi demolida.